# Livingston (compagnie aérienne)
Pour les articles homonymes, voir Livingston.

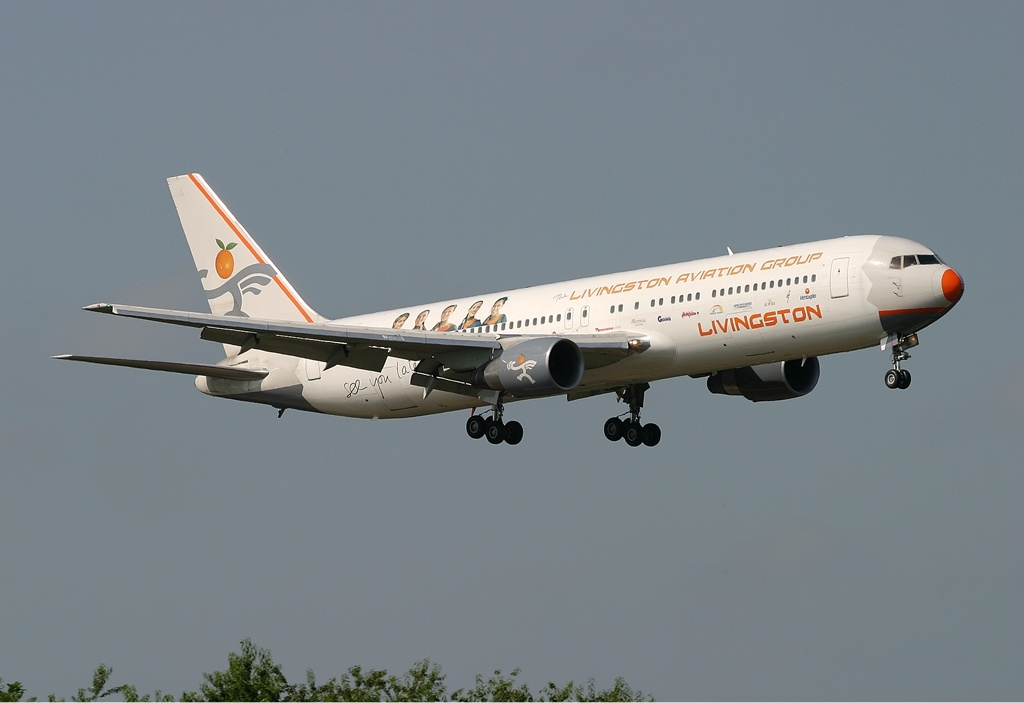
Boeing 767 de la compagnie Livingston en 2004

Livingston S.p.A. (code AITA : LM ; code OACI : LVG) est une compagnie aérienne italienne, spécialisée dans les vols charters, du groupe Livingston Aviation Group, également appelé I Viaggi del Ventaglio (it), le 2e voyagiste italien.
Fondée en janvier 2003, elle appartenait au groupe Ventaglio à 95 % et à 5 % à Lauda Air Italia.
Basée à Milan à l'aéroport de Milan Malpensa (terminal 2), elle opérait en 2005 un total de six appareils, sans compter les 3 Airbus A321 immatriculés par Lauda Air Italia. La devise de la compagnie est Energy Flight.
Le 9 octobre 2010, Livingston a annoncé que les vols seraient temporairement suspendus après que l'ENAC (Autorité italienne de l'aviation civile) ait suspendu leur licence. La suspension était effective à minuit le 14 octobre 2010.
En 2012 la compagnie a repris ses opérations à l'aide de quatre Airbus A320** depuis l'aéroport de Milan Malpensa. À la suite de la faillite de Wind Jet la compagnie envisage de reprendre une bonne partie des destinations de la défunte compagnie.   